# Gerald Praschl

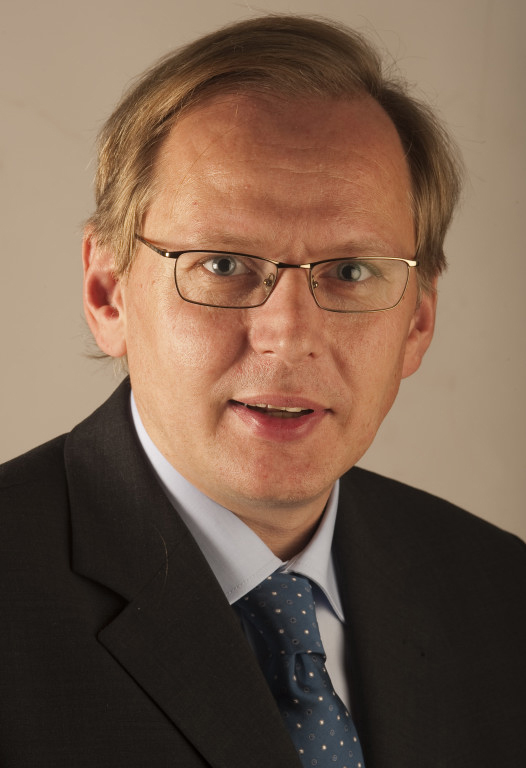
Gerald Praschl (2009)

Gerald Praschl (* 25. Mai 1968 in Burglengenfeld, Bayern) ist Journalist in Berlin. Seit 1996 ist er Chefreporter des Wochen-Magazins Superillu. Seit 2000 ist er Mitglied der Bundespressekonferenz.

## Werdegang
Praschl war Lokalreporter bei der Mittelbayerischen Zeitung in Regensburg, seit 1989 Reporter bei der Berliner Morgenpost in Berlin, ab 1990 Redakteur bei Superillu. 1992 bis 1994 arbeitete er als freier Journalist und Mitinhaber der Berliner Presseagentur Capitol Media mit Schwerpunkt Reportagen von den damaligen Kriegsschauplätzen auf dem Balkan. In der Superillu verantwortete er zahlreiche Veröffentlichungen zu zeitgeschichtlichen Themen, insbesondere zur DDR-Vergangenheit.

## Veröffentlichungen
- Marco Hecht und Gerald Praschl: Ich habe Nein gesagt – Zivilcourage in der DDR. Kai Homilius Verlag, Berlin 2002, ISBN 3-89706-891-5.
- Jochen Wolff, Gerald Praschl und Hannes Hofmann: Der Aufstand Juni 53 – Augenzeugen berichten. Verlag Das Neue Berlin, 2003, ISBN 3-360-01229-1.
- Bärbel Bohley, Gerald Praschl und Rüdiger Rosenthal: Mut-Frauen in der DDR. Herbig Verlag, München 2005, ISBN 3-7766-2434-5.
- Gerald Praschl: Roland Jahn. Ein Rebell als Behördenchef. Ch. Links Verlag, Berlin 2011, ISBN 978-3-86153-641-3.